# Miho
Miho (美浦村?) è un villaggio giapponese della prefettura di Ibaraki.